# Ариунболд Энхтайван
Ариунболд Энхтайван (род. 8 октября 1995) — монгольский дзюдоист, выступающий в весовой категории до 60 кг. Серебряный призёр чемпионата мира 2022 года, бронзовый призёр чемпионата Азии 2019 года.

## Биография
Ариунболд Энхтайван родился 8 октября 1995 года. 

## Карьера
В 2019 году на чемпионате Азии в Фуджейре завоевал две бронзовые медали, в индивидуальных соревнованиях в категории до 60 кг и в командном первенстве. 
В 2021 году на турнире из серии Гран-при в Париже стал бронзовым призёром.  
На чемпионате мира 2022 года, который состоялся в Ташкенте, монгольский спортсмен завоевал серебряную медаль.